# Boris Litwinow
Boris Aleksiejewicz Litwinow (ros. Бори́с Алексе́евич Литви́нов; ur. 13 stycznia 1954 w Torećku; wówczas Dzierżyńsk) – ukraiński przedsiębiorca, menedżer, nauczyciel, polityk i separatysta, przewodniczący parlamentu nieuznawanej międzynarodowo Donieckiej Republiki Ludowej od 23 lipca do 18 listopada 2014.

## Życiorys
Od 1979 należał do Komunistycznej Partii Związku Radzieckiego, był szefem jej oddziału w Doniecku. W 1980 ukończył studia w Instytucie Pedagogicznym i Muzycznym w Doniecku jako solista w orkiestrze. W 1987 ukończył również technikum górnicze. Następnie do 1986 był nauczycielem w Komsomole, a od 1986 do 1991 wiceszefem Instytutu Przemysłowego i Technicznego w Doniecku. W 1991 zdobył także tytuł magistra zarządzania w donieckiej filii Moskiewskiego Uniwersytetu Państwowego. Pracował następnie w organach oświaty i w prywatnych przedsiębiorstwach z przemysłu ciężkiego, od 2012 do 2014 prowadził własną firmę. Trzykrotnie wybierany radnym Doniecka, gdzie był wiceprzewodniczącym rady miejskiej.
Od listopada 2013 organizator protestów przeciwko Euromajdanowi, od lutego 2014 aktywista na rzecz niepodległości w Donbasie. Był autorem deklaracji niepodległości DRL, od 16 maja do 29 lipca członkiem Rady Ministrów, od 23 lipca do 18 listopada 2014 przewodniczył jej parlamentowi (zastąpionemu następnie przez Sowiet Ludowy). W październiku 2014 założył Doniecką Partię Komunistyczną, której jednak zablokowano udział w kolejnych wyborach parlamentarnych. Ostatecznie wystartował z listy Doniecka Republika i dostał się do Sowietu Ludowego razem z 3 innymi przedstawicielami macierzystej partii. Jego mandat wygaszono 6 maja 2016 w związku z głosowaniem wbrew stanowisku frakcji Doniecka Republika i utratę zaufania.
Ma dwójkę dzieci i szóstkę wnuków.